# تعظیم سگی

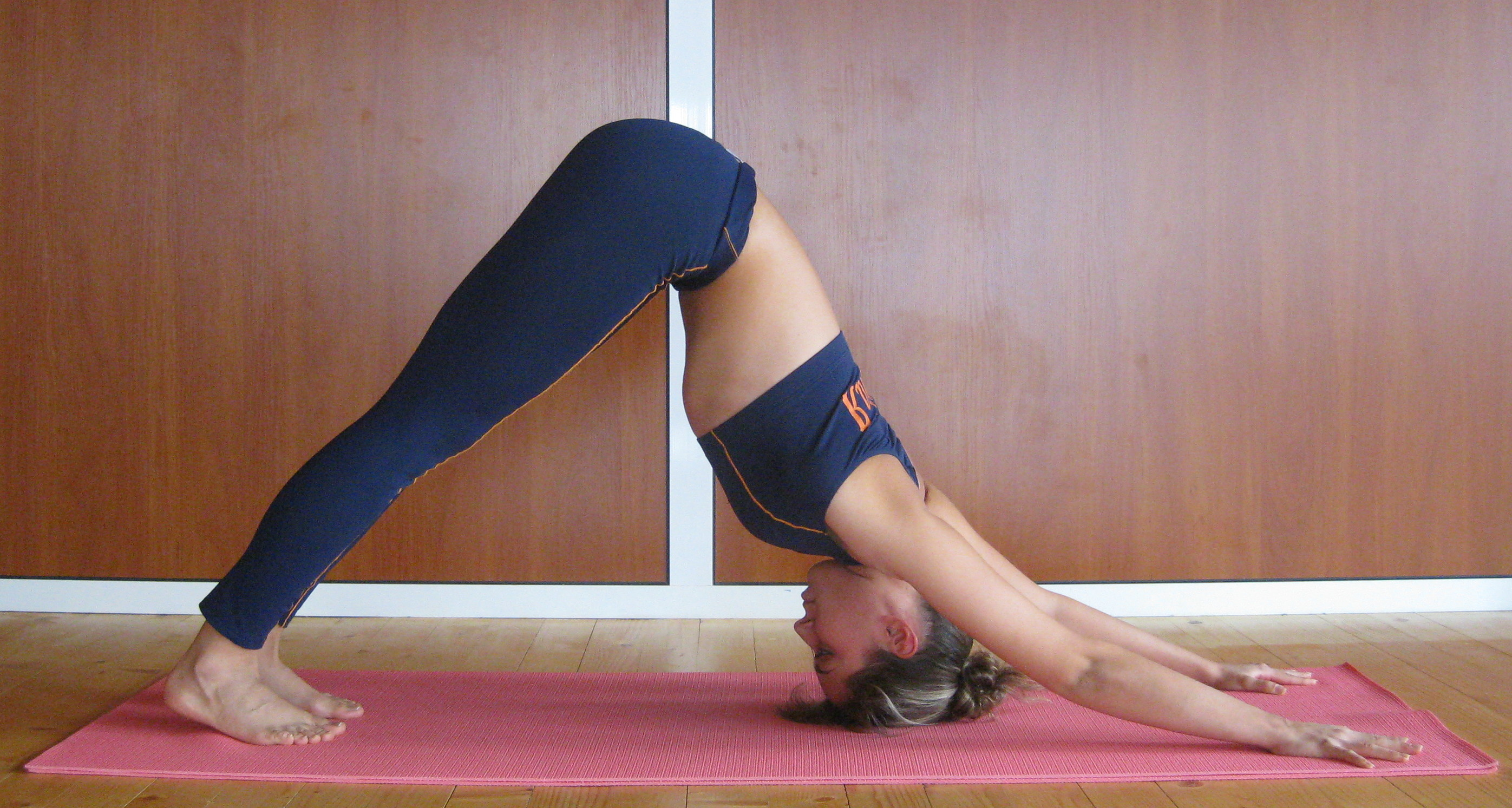
تعظیم سگی

تعظیم سگی (سانسکریت: अधोमुखश्वानासन) یک حرکت ورزشی آسانا است. در حرکت تعظیم سگی عضلات همسترینگ و ساق پا در پشت پاها کشیده شده و در شانه‌ها قدرت ایجاد می‌کند. برخی از کارشناسان توصیه کرده‌اند که در دوران بارداری از آن اجتناب کنید، اما یک مطالعه تجربی روی زنان باردار آن را مفید نشان داد. در این حالت، سر پایین آمده روی سطح زمین گذاشته می‌شود، با وزن بدن روی کف دست‌ها و پاها. بازوها مستقیم به جلو کشیده می‌شوند و عرض شانه‌ها باز است. پاها به اندازه یک پا از هم فاصله دارند، پاها صاف، و باسن تا حد امکان بالا کشیده می‌شود.